# Kabupaten de Garut

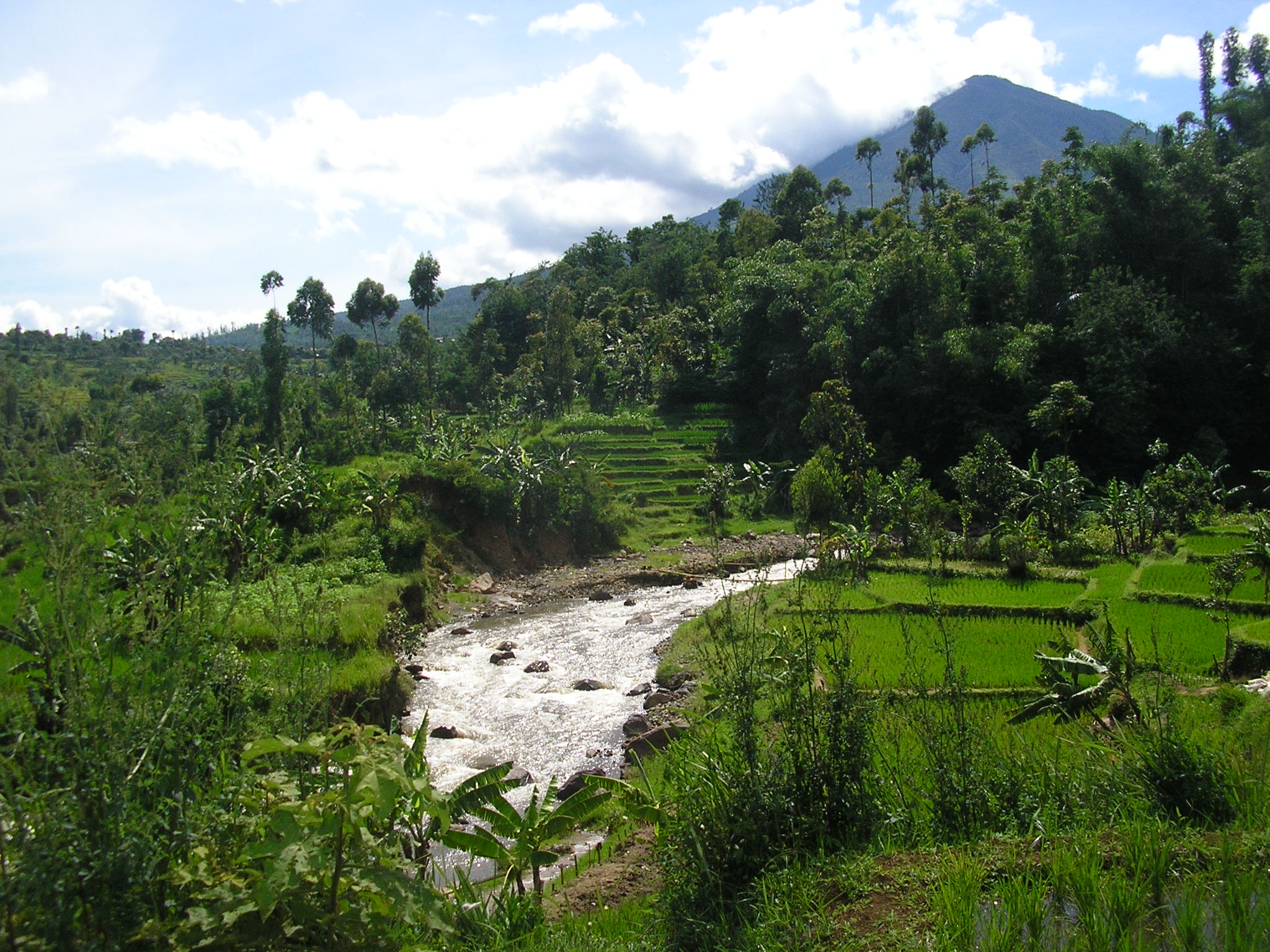
Paysage près de Garut

Le kabupaten de Garut, en indonésien Kabupaten Garut, est un kabupaten d'Indonésie situé dans la province de Java occidental. Située au cœur du massif montagneux du Priangan, pourvue d'un climat relativement frais, la région de Garut était surnommée par les Hollandais "la Suisse de Java".

## Géographie
Le kabupaten de Garut est bordé :
- Au nord, par celui de Sumedang,
- À l'est, par celui de Tasikmalaya,
- Au sud, par l'océan Indien,
- À l'ouest, par les kabupaten de Cianjur et Bandung.

## Histoire

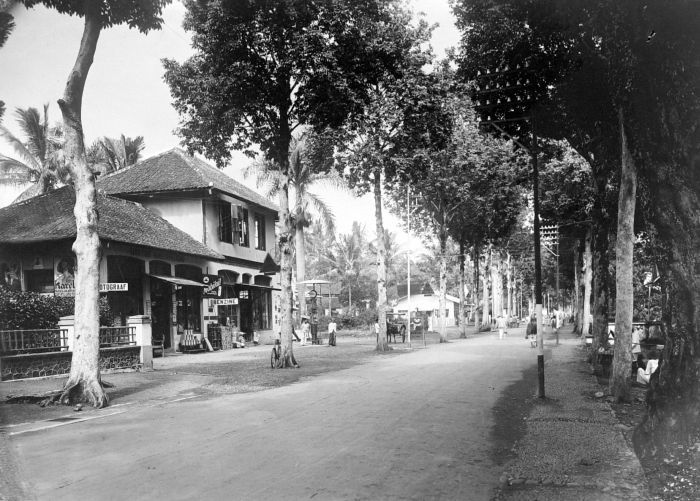
La rue principale de Garut en 1936

L'histoire moderne de Garut commence avec la dissolution du kabupaten de Limbangan en 1811 par le gouverneur général Daendels, invoquant une production de café de la région devenue quasi inexistante, alors que le bupati refuse d'entreprendre la culture de l'indigo.
En 1813 Raffles, alors lieutenant gouverneur général des Indes britanniques pour l'île de Java, rétablit le kabupaten. Le bupati Adiwijaya (1813-1831) fait transférer son siège à l'emplacement actuel de Garut en 1821.
Le nom de Limbangan est remplacé par celui de Garut en 1913.
Dans les années 1930, Garut était une villégiature de montagne très appréciée des planteurs hollandais de la région du Priangan.

## Culture et tourisme

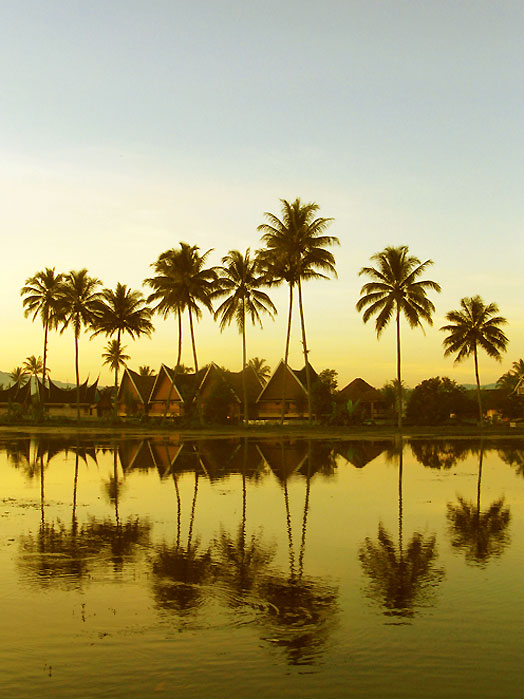
L'hôtel "Kampung Sampireun"

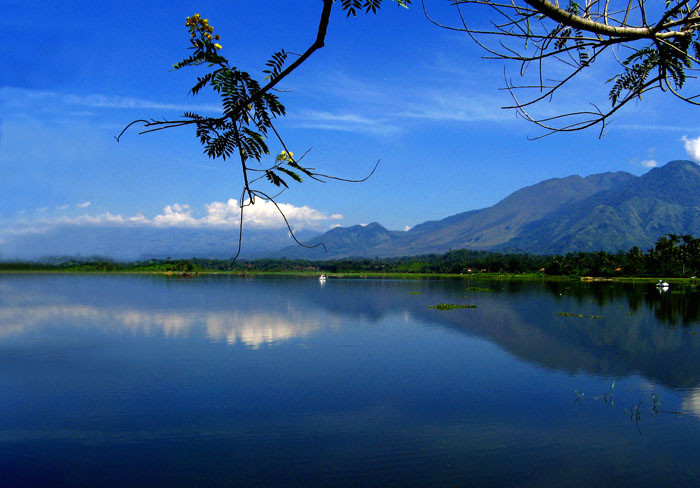
Le lac Bagendit

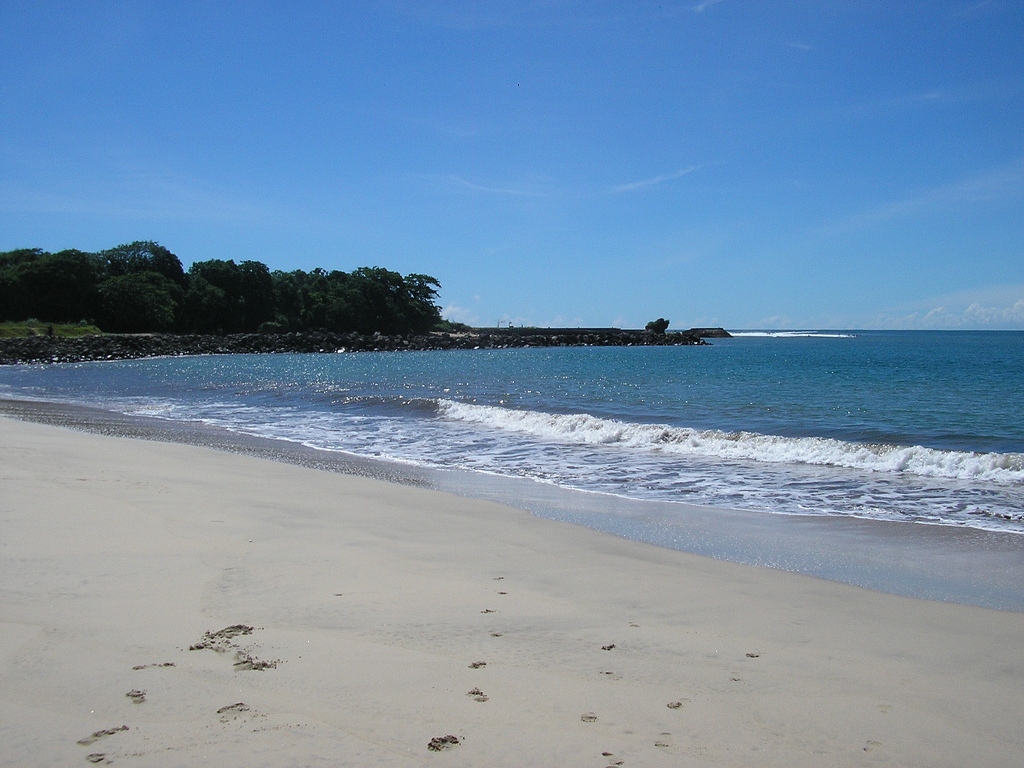
La plage de Pameungpeuk

### Lekabuyutande Ciburuy
Ciburuy est un hameau du village de Pamalang, dans le district de Bayongbong. Il est situé à environ 3,5 km au sud-est de Bayongbong, et à 17 km de Garut. On y trouve un kabuyutan, sorte de sanctuaire dans lequel, en pays sundanais, on conserve les manuscrits anciens et les objets sacrés. Celui de Ciburuy a été transformé en musée. Il est constitué de 3 rumah adat ("maisons coutumières") : le Bumi Padaleman, le Bumi Patamon et le Lumbung Padi ou Leuit. Le Bumi Padaleman ("terre de l'intérieur") abrite des manuscrits anciens rédigés sur des feuilles de lontar et de nipah. Le Bumi Patamon abrite des armes comme des kris, des kujang (poignards traditionnels sundanais), des lances, des tridents, ainsi que des instruments de musique comme le goong renteng, des cloches de bronze appelées bende.
Le 1er du mois de muharram, la population alentour procède à un bain rituel des kris.
Le mercredi de la 3e semaine du mois, à 19 heures 30, se tient la cérémonie du Seba, une tradition qui remonte à l'époque du roi Siliwangi du royaume hindouiste de Pajajaran.
Une autre tradition à Ciburuy est l'interdiction d'entrer dans les lieux le vendredi et le samedi.

### Le village coutumier de Kampung Dukuh
Kampung Dukuh est un kampung adat ("village coutumier") situé dans le district de Cikelet. Il a population d'environ 240 personnes. Les terres coutumières de la communauté couvrent une superficie de quelque 5 000 hectares sur la côte méridionale de la province, entre les rivières Cimangke et Cipasarangan. Cette région comprend plusieurs villages, mais leurs habitants n'y observent pas aussi strictement l' adat, c'est-à-dire la coutume, qu'à Kampung Dukuh. Elle était autrefois couverte de forêts. Pour cultiver le riz, la population y procédait à un défrichage selon un système de rotation à long terme.
La région ne possède ni électricité ni téléphone. La seule route, qui mène de la côte à Kampung Dukuh, est celle qui donne accès à la plantation de teck de Perhutani, la société d'exploitation forestière d'État, qui a commencé à y planter en  1971. Une entreprise privée y a en outre transformé 200 hectares en plantation de caoutchouc.
Traditionnellement, les habitants de Kampung Dukuh récoltaient les produits de la forêt comme des plantes médicinales, du miel, du gingembre et bien sûr du bois pour la construction.  De l'ancienne forêt, il ne reste plus aujourd'hui que 5 hectares.

## Lesregentde l'époque coloniale

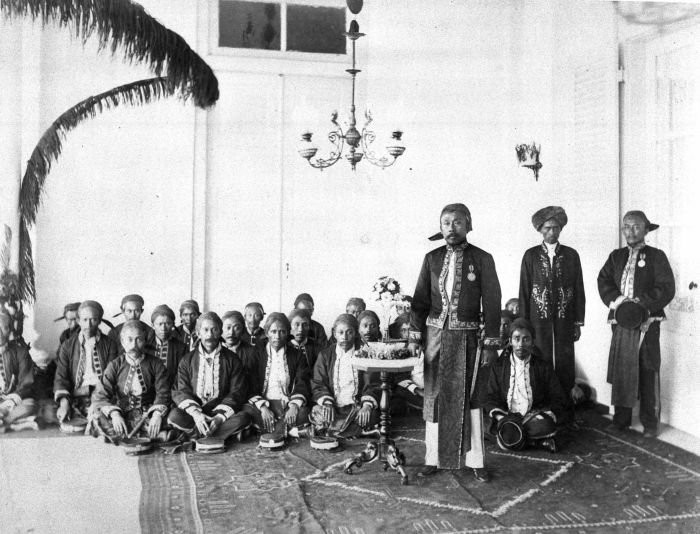
Le regent R. A. A. Wiratanoedatar et son équipe (1871-1915)

- 1813-1831 : Raden Aria Adipati Adiwijaya
- 1831-1833 : R. A. A. Kusumadinata, fils du précédent
- 1833-1871 : Tumenggung Jayadiningrat, gendre du précédent
- 1871-1915 : R. A. A. Wiratanoedatar
- 1915-1929 : R. A. A. Soeria Kartalegawa, neveu du précédent
- 1929-1944 : Adipati Mohammad Musa Suria Kartalegawa, fils du précédent
- 1944-1945 : Raden Tumenggung Endung Suriaputra

## Sources
- Site du gouvernement du Kabupaten de Garut : www.garutkab.go.id